# Friends Will Be Friends
"Friends Will Be Friends" je singl britanskog rock sastava Queen koji je izdan 9. lipnja 1986. godine. Pjesmu su napisli Freddie Mercury i John Deacon, što predstavlja rijetku suradnju. Pjesma se nalazi na A Kind of Magic albumu iz 1986. i na kompilaciji Greatest Hits II iz 1991. godine.

## Izvedbe uživo
Pjesmu je sastav izvodio uživo tijekom "Magic tour" turneje 1986. godine i to pred sam kraj koncerta, između We Will Rock You i We Are the Champions.

## Glazbeni spot
Glazbeni spot prikazuje sastav kako izvodi pjesmu na pozornici dok se u publici nalaze isklučivo obožavatelji sastava.

## Vanjske poveznice
Tekst pjesme Friends Will Be Friends